# Olympische Sommerspiele 1980/Kanu – Vierer-Kajak 1000 m (Männer)
Die Wettkämpfe im Vierer-Kajak über 1000 Meter bei den Olympischen Sommerspielen 1980 wurden vom  31. Juli bis 2. August auf dem Ruderkanal Krylatskoje ausgetragen.
Es wurden zwei Vorläufe, ein Halbfinale und ein Finale ausgetragen.
Olympiasieger wurde der Vierer der DDR.

## Ergebnisse

### Vorläufe
Die jeweils ersten drei Boote qualifizierten sich für das Halbfinale, die restlichen Boote kamen in die Hoffnungsläufe.

#### Vorlauf 1
| Rang | Athleten                                                             | Nation         | Zeit        |
| ---- | -------------------------------------------------------------------- | -------------- | ----------- |
| 1    | Gennadi Machnjow Serhij Nahornyj Alexander Awdejew Wladimir Tainikow | Sowjetunion    | 3:02,70 min |
| 2    | François Barouh Patrick Berard Philippe Boccara Patrick Lefoulon     | Frankreich     | 3:04,77 min |
| 3    | Lars-Erik Moberg Per Lundh Torbjörn Thoresson Berndt Andersson       | Schweden       | 3:05,20 min |
| 4    | József Deme János Rátkai József Kosztyán Zoltán Sztanity             | Ungarn         | 3:06,19 min |
| 5    | Borislaw Borissow Boschidar Milenkow Lasar Christow Iwan Manew       | Bulgarien      | 3:07,19 min |
| 6    | Mihai Zafiu Vasile Dîba Ion Geantă Nicușor Eșanu                     | Rumänien       | 3:08,69 min |
| 7    | Stephen Brown Douglas Parnham Alan Williams Steven Hancock           | Großbritannien | 3:10,18 min |

#### Vorlauf 2
| Rang | Athleten                                                          | Nation      | Zeit        |
| ---- | ----------------------------------------------------------------- | ----------- | ----------- |
| 1    | Rüdiger Helm Bernd Olbricht Harald Marg Bernd Duvigneau           | DDR         | 3:04,86 min |
| 2    | Ryszard Oborski Grzegorz Kołtan Daniel Wełna Grzegorz Śledziewski | Polen       | 3:09,92 min |
| 3    | Barry Kelly Robert Lee Ken Vidler Crosbie Baulch                  | Australien  | 3:10,49 min |
| 4    | Ron Stevens Gert Jan Lebbink Jan Baaijens Rob van Weerdenburg     | Niederlande | 3:13,62 min |
| 5    | Herbert Havlik Dietmar Schlöglmann Hans Mayr Eduard Reisinger     | Österreich  | 3:13,86 min |
| —    | Unto Elo Pertti Kauppila Leo Lagström Harri Myllylä               | Finnland    | DNS         |
| —    | Paul MacDonald Ian Ferguson Alan Thompson Geoff Walker            | Neuseeland  | DNS         |

### Halbfinale
Die ersten drei Boote des Halbfinals erreichten das Finale.
| Rang | Athleten                                                       | Nation         | Zeit        |
| ---- | -------------------------------------------------------------- | -------------- | ----------- |
| 1    | Mihai Zafiu Vasile Dîba Ion Geantă Nicușor Eșanu               | Rumänien       | 3:09,63 min |
| 2    | József Deme János Rátkai József Kosztyán Zoltán Sztanity       | Ungarn         | 3:11,46 min |
| 3    | Borislaw Borissow Boschidar Milenkow Lasar Christow Iwan Manew | Bulgarien      | 3:12,00 min |
| 4    | Stephen Brown Douglas Parnham Alan Williams Steven Hancock     | Großbritannien | 3:13,41 min |
| 5    | Herbert Havlik Dietmar Schlöglmann Hans Mayr Eduard Reisinger  | Österreich     | 3:16,43 min |
| 6    | Ron Stevens Gert Jan Lebbink Jan Baaijens Rob van Weerdenburg  | Niederlande    | 3:16,58 min |

### Finale
| Rang | Athleten                                                             | Nation      | Zeit        |
| ---- | -------------------------------------------------------------------- | ----------- | ----------- |
| 1    | Rüdiger Helm Bernd Olbricht Harald Marg Bernd Duvigneau              | DDR         | 3:13,76 min |
| 2    | Mihai Zafiu Vasile Dîba Ion Geantă Nicușor Eșanu                     | Rumänien    | 3:15,35 min |
| 3    | Borislaw Borissow Boschidar Milenkow Lasar Christow Iwan Manew       | Bulgarien   | 3:15,46 min |
| 4    | Ryszard Oborski Grzegorz Kołtan Daniel Wełna Grzegorz Śledziewski    | Polen       | 3:16,33 min |
| 5    | József Deme János Rátkai József Kosztyán Zoltán Sztanity             | Ungarn      | 3:17,27 min |
| 6    | François Barouh Patrick Berard Philippe Boccara Patrick Lefoulon     | Frankreich  | 3:17,60 min |
| 7    | Gennadi Machnjow Serhij Nahornyj Alexander Awdejew Wladimir Tainikow | Sowjetunion | 3:19,83 min |
| 8    | Barry Kelly Robert Lee Ken Vidler Crosbie Baulch                     | Australien  | 3:19,87 min |
| 9    | Lars-Erik Moberg Per Lundh Torbjörn Thoresson Berndt Andersson       | Schweden    | 3:20,74 min |

## Weblink
- Ergebnisse